# 大日本帝国陸軍航空爆弾一覧
大日本帝国陸軍航空爆弾一覧では、第二次世界大戦終了までに大日本帝国陸軍が運用した航空爆弾、その他投下兵器を一覧として記載する。

## 陸軍航空爆弾開発の沿革

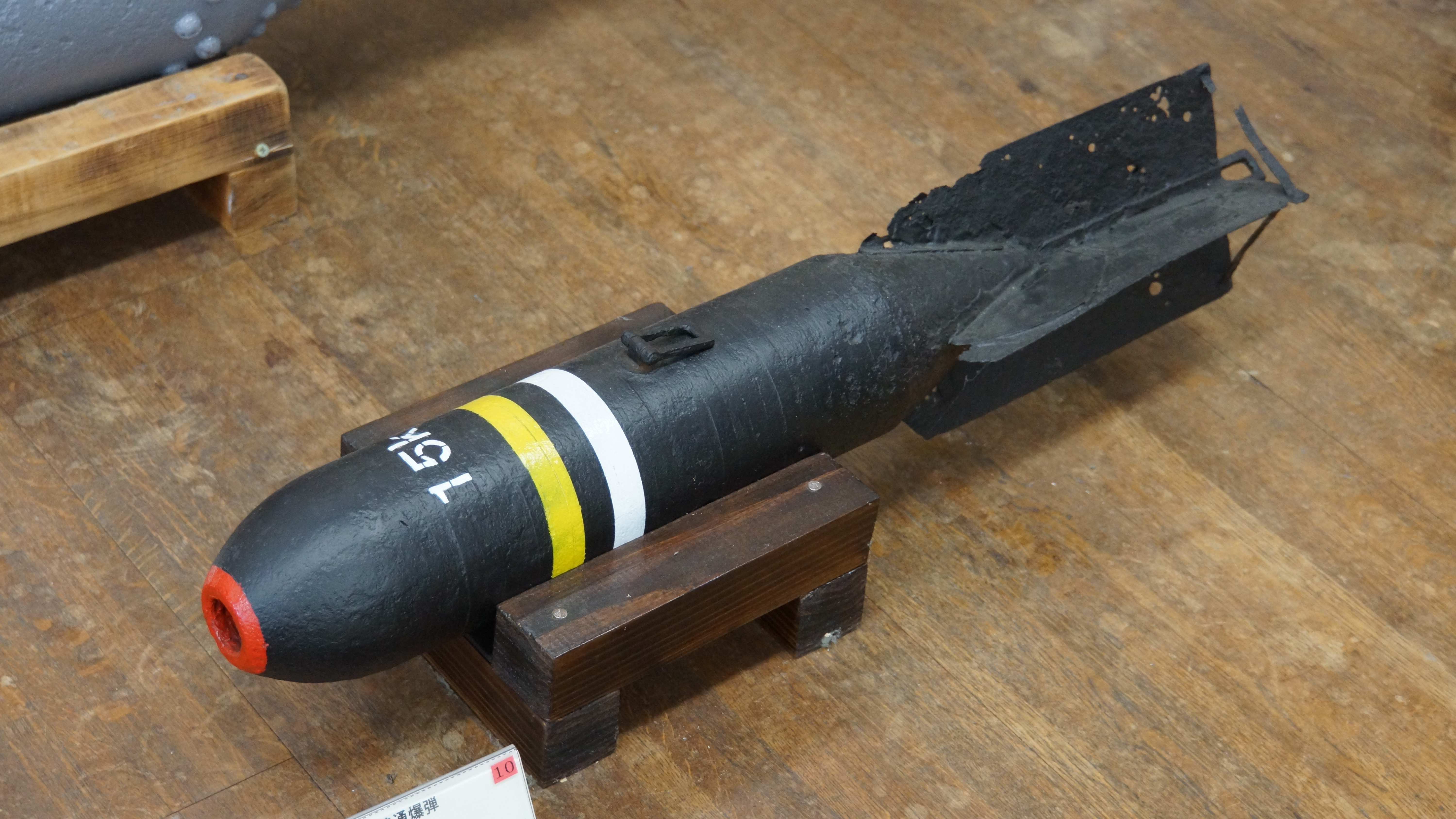
九二式十五瓩爆弾。先端に赤色の帯、吊環の前に高品質鋼を示す白色の帯。黄色の帯は高性能爆薬を示す。15kgは弾量。

昭和12年ごろまで陸軍の航空爆弾の審査・製造は一切が陸軍技術本部関係に所属しており、陸軍航空本部においては飛行機に対する懸吊装置・照準装置のみを取り扱った。審査権が陸軍航空本部側に移管されたのは昭和12年以後である。しかし、それでも弾殻と炸薬製造は地上造兵廠に委託されていた。このため戦争末期に入ると爆弾の大量製造は製造者側の掣肘を受けることが極めて多かった。主体的な生産能力の不足から陸軍航空本部側が企画設計した各案を実行することは難しく、実現に至らなかった兵器が多い。
昭和12年ごろまでの陸軍の制式爆弾は、弾体の設計に流線形を採用していた。この時期、陸軍の爆弾は破片弾として瞬発信管付きの十二.五瓩爆弾、二十五瓩爆弾を装備し、地雷弾（破甲弾）に五十瓩弾、百瓩弾、二百瓩弾が存在し、0.1秒延期信管を採用した。信管は安全風車によって固定支持された。投下されると風圧により風車が回転、離脱して安全を解除する。
破片弾とは以下のようなものであった。破裂に際して大量の破片を生成し人馬、航空機を殺傷破壊する。その破片密度は破裂点から距離の3乗に比例して減る。有効破片の密度が1平方mに1個以上である距離を殺傷有高威力圏とする。破片弾は命中時に侵徹は僅かであり、漏斗孔も小さい。破裂点に近い人馬を殺傷、高熱により火災を起こさせることがある。平坦地にて暴露している目標に投下する際に大きな殺傷能力を発揮する。地形、地物、目標の状態次第では大きく威力を減じた。至近距離への着弾で砲車、野戦車両、航空機、鉄条網に対して相当の破壊力を期待できる。
地雷弾とは以下のようなものである。大量の炸薬を収容し、爆圧によって破壊効力を発揮する。命中時に侵徹爆発し漏斗孔を生じるほか、命中した物体を破壊する。破壊の状況は目標の性質と侵徹量により異なるが、信管延期秒時の影響が大きい。破片には殺傷効力があり、熱により可燃物に火災を起こす。地雷弾は堅硬な目標に命中した際には弾体が破壊されることがあり、信管の延期秒時を小さくする場合があった。
小型地雷弾はコンクリートや鋼材の用いられていない各種野戦築城物、木造建築物などの破壊に向いており、飛行場に投下する際は航空機、滑走路を破壊できる。鉄道に対してはレール、停車場を破壊する。車両、砲車の破壊が可能である。強度が高くない掩蓋に対してもこれを破壊してその内部の目標を殺傷する。中型地雷弾は堅固な野戦築城物、軽易なコンクリート築城物、装甲の弱い艦船に対し有効である。鉄道橋に対しても相当の破壊力を発揮する。大型地雷弾は堅固なコンクリート製構築物、艦船に投下し、相当な破壊力を期待できる。
陸軍航空隊の初期の投下装置は懸吊器、操作器、投下電鍵から構成され、これらは第一次世界大戦当時のドイツから押収した電気式装置の模倣であった。懸吊器は電磁式、操作器は電気的に連続投下可能、投下電鍵は拳銃型をしていた。昭和初期に入ると当時の陸軍航空本部技術部の正木中尉が改良に尽力し、昭和5年ごろから独自の投下装置の開発に成功した。乙型電磁器、甲型電磁器、大型電磁器、十二発爆撃操作器、二十発爆撃操作器、三十発爆撃操作器などが開発され、終戦直前まで航空兵器の中でも比較的故障率が少なく、第一線の任務を支えた。
爆撃照準器は当初、ゲルツ式爆撃照準眼鏡を使用。そののちには海軍の動目標式を使用した。昭和19年2月にはアメリカのB-25から鹵獲したノルデン式のコピー生産に成功したものの、装備機種の関係上、実用する機会はほぼ存在しなかった。
昭和13年に爆弾関係審査権が陸軍航空本部に移管されると、流線形状を廃して量産に適する円筒形を全てに採用した。また破片爆弾、破甲爆弾ともに弾種を新しく制定した。破片爆弾の信管には瞬発信管を使用する。破甲爆弾は0.1秒延期または0.3秒延期信管を用いる。信管の構造に大きな進歩改良はなかった。また、瓦斯弾と焼夷弾が追加制定された。この時制定された瓦斯弾の弾量はすべて50kgで、充填した毒物は陸軍科学研究所が研究し、陸軍造兵廠が生産を担当した。焼夷弾は当初1kgエレクトロン焼夷弾を構想したものの威力が小さく廃止した。次に50kgのものを開発、終戦まで使用した。その他の焼夷弾は研究審査段階にとどまる。以下は戦前の弾種の例である。
- 四瓩演習弾
- 十瓩代用弾（セメント爆弾）
- 十五瓩環層爆弾（破片爆弾）
- 三十瓩爆弾（破甲爆弾）
- 三十瓩代用弾（セメント爆弾）
- 五十瓩爆弾（破片および破甲爆弾）
- 百瓩爆弾（破甲爆弾）
- 二百五十瓩爆弾（破甲爆弾）
- 五百瓩爆弾（破甲爆弾）
- 千瓩爆弾（破甲爆弾）
- 十五瓩あかしろ弾（刺激剤）
- 五十瓩きい弾（イペリット）
- 五十瓩あか弾（ホスゲン）
- 五十瓩ちゃ弾（青酸）

第二次世界大戦直前までの状況は以上の通りであり、世界的な流れとしても航空爆弾に大きな進歩や改善は見られなかった。日本のトピックとしては炸薬に淡黄薬を採用したにとどまる。大戦に突入すると対大型機対策、対艦船攻撃、高高度戦闘対策として特殊爆弾が各種要求されるようになった。また末期には特攻用の弾薬も必要とされ、次第にこれらの審査研究が活発化した。
昭和17年にはドイツから小型で強力な成形炸薬弾が提供され、タ弾として使用された。目的は戦車等の爆破である。高空においてもこれを大量に集束、大型機に対して投下し、空中または地上において撃破することを目標とした。これが76発収容の五十瓩タ弾である。また30発収容の三十瓩タ弾も制定され、南方、内地防空に投入された。ただし内地投入においては自軍陣地や民家を破壊する恐れが有ったため、自爆機構を装備する爆弾を研究したものの、完了することはなかった。
さらに対空用としてト三弾、ト二弾も考案研究したものの、これらが完成する事は無かった。ト三弾は自機からワイヤーで懸垂し、敵機に引っ掛けて撃墜する。ト二弾は落下傘をつけて多数散布し、長く伸ばしたケーブルで敵機に衝突させ、爆発を起こして撃墜するという構想だった。
昭和19年に入ると反跳爆撃、陸軍では跳飛爆撃とよぶ艦船攻撃用の爆撃法のために跳飛爆弾が研究された。当初の構想は小型機から弾尾を強化した50㎏爆弾を投下、水面を水切りのように飛ばして商船・中型艦艇を攻撃するものだった。研究はほぼ実用を見たが本格使用には至らなかった。ほか100kg、250kg、500kg、また海軍五〇番爆弾の改造も実施した。ただしこれらは末期の爆撃戦術が特攻を主用したためにほぼ実用されていない。
対潜水艦爆撃用途には海軍供与の爆雷と六番爆弾を用いているほか、50kg爆弾と100kg爆弾を対潜化するため35秒延期信管を作り、爆弾を改造して実用化に成功した。
19年7月、特攻用として爆弾の改良に着手。陸軍使用の破甲弾では艦艇用として性能不足であり、海軍の八〇番爆弾を採用した。投入機体はキ67に2発、キ48に1発である。また陸軍の各種爆弾、500kg爆弾も転用したものの実際には大部分が使用に至っていない。
19年5月ごろ、さくら弾の研究審査に着手。キ67に装備し実用を見た。機体の大量生産ができず多数の投入は実現していない。ほか陸軍でも魚雷攻撃をはかり、海軍の指導のもとで装備や訓練を実施した。

## 構造、識別塗装など

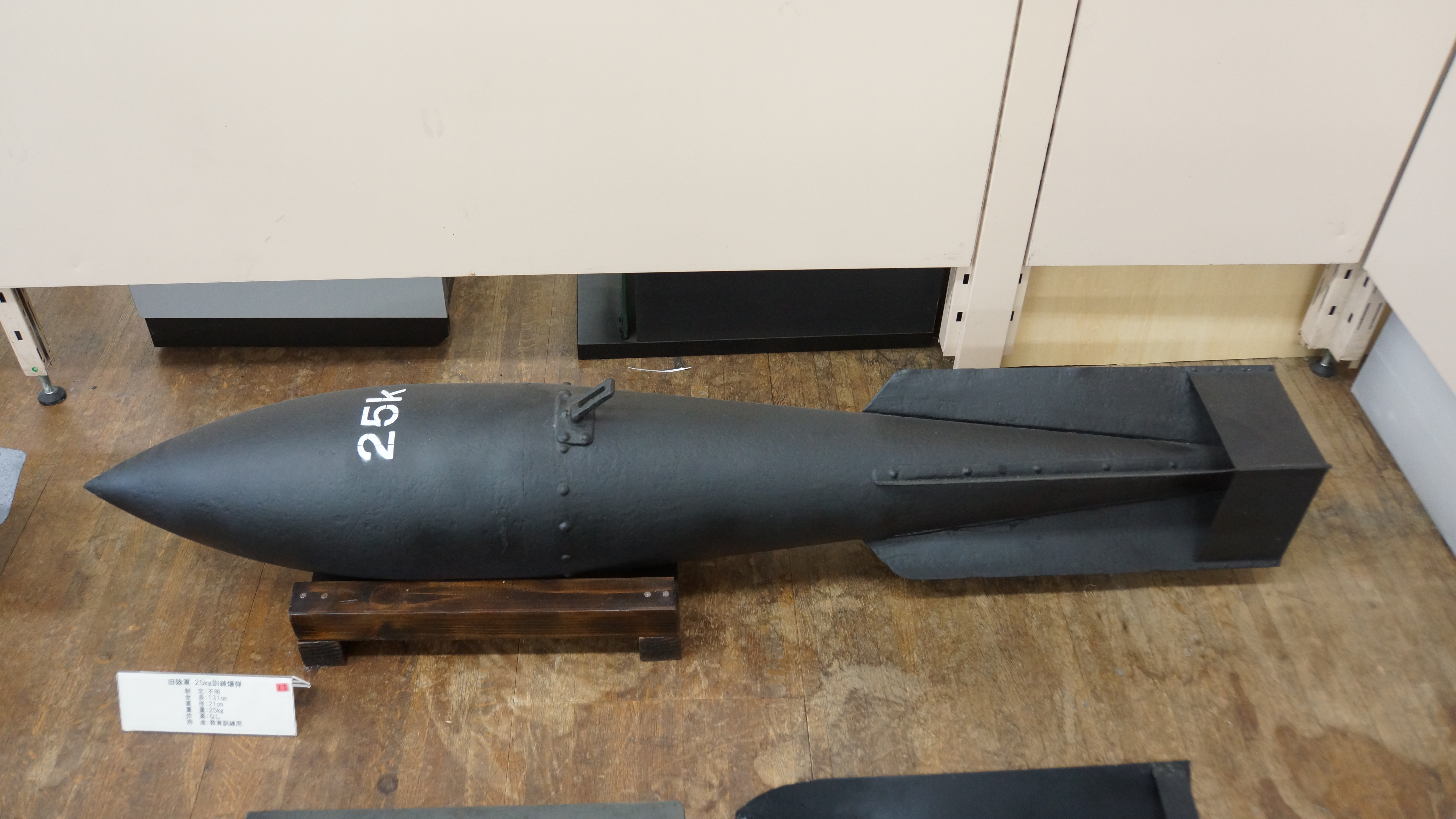
二十五瓩訓練爆弾。重心部分直上に吊環が設けられている。この部品に投下装置を掛ける

米軍の戦後調査資料『Japanese Explosive Ordnance』では以下のように陸軍の爆弾の塗装、表示様式についてまとめている。
呼称においては、式が制式制定年を現す。爆弾の重量は瓩（kg）で表記され、爆弾の表面に記載されている。高性能爆薬を詰めた標準的な爆弾には特徴を説明する名称が付されないが、その他の用途の爆弾には煙幕、焼夷、代用、訓練、対艦など用途ごとの名称がつけられる。
標準的な高性能炸薬を詰めた爆弾はおおよそ3点の部品から組み立てられている。旧式な爆弾は炸薬を詰めた弾尾を円筒形の弾体に溶接し、弾頭は弾体にねじ込んで作られている。制式化の新しい爆弾では弾頭が弾体に溶接され、弾尾を弾体にねじこんで製造した。幾種類かの対艦爆弾では2点の部品を用いて製造されている。弾頭と弾体を一体化し、弾尾をねじこんでいる。
コンテナに収容される爆弾を別とし、全ての日本陸軍の航空爆弾は重心に設けられた吊環で懸吊される。吊環は爆弾を引っ掛けるためのコの字に似た長方形状の金具であり、蝶番で弾体と接続している。
高性能爆弾は、予め成形され、紙で被包した炸薬ブロックにパラフィンを塗ったものを詰め、もしくはTNTを直接溶填した。ピクリン酸を用いない場合、充填した内容物について弾体に記載している場合がある。標準的な充填物と異なる爆薬を詰めた際には（特）の漢字表記が為された。
塗色及び識別表示には以下がある。高性能爆弾には全体に黒色が塗られた。また先端部に赤色の帯が描かれ、爆弾に炸薬が詰められていることを示した。吊環前方の白色の帯は高品質鋼で作られている事を示す。白色の帯の前方、黄色の帯は高性能炸薬が詰められていることを示す。末期にはこの白色の帯が省略されるようになった。黄色の帯の前には式、重量、炸薬、追加の情報が記載された。吊環の後方には製造所、製造時期、「＋」「－」の記号が記載され、理想値との僅かな重量差が示された。
燃焼剤として固体を用いた焼夷弾の塗色は全面が黒色であり、吊環の前に白色の帯を付ける。また焼夷弾の表示として「ヤ」の字を記載する。燃焼剤に液体を充填した焼夷弾は吊環の前に白色の帯を付け、「ヤ」の字を記載する。液体を充填した爆弾は全面が灰色に塗られた。内容物を飛散させるため高性能炸薬による管が収容されていれば先端部が赤色に塗られ、その後方に青色の帯があれば液体が充填済みであることを示す。
液体を詰めた煙幕爆弾は全体が灰色に塗られ、先端部が赤色で弾体部の帯はない。また「ケ」が記載される。瓦斯弾は全体が灰色に塗られ、弾頭部に赤色の帯が付く。さらに弾体に巻かれた帯は充填ガスの種類を想定したものである。
- 赤帯・くしゃみ剤。ジフェニルシアノアルシン、ジフェニルクロロアルシン。
- 青帯・窒息ガス。ホスゲン。
- 緑帯・催涙剤。クロロアセトフェノン。
- 黄帯・糜爛剤。マスタード、ルイサイト。
- 茶帯・青酸ガス[4]。

雷管には爆粉が用いられる。起爆薬は雷汞、窒化鉛。爆発をブーストする主剤には黄色薬。副剤には茗亜薬、硝宇薬を用いる。主炸薬には黄色薬、茶褐薬、茶黄薬、黄那薬、黄脂薬、茶那薬、二号淡黄薬、安瓦薬を用いる。重量30kg以上の爆弾は通常、弾頭と弾尾に信管を設けた。250kgおよび500kgの爆弾の信管はより大型である。

## 航空爆弾
| 制式名称               | 全長/直径       | 重量（炸薬重量）                                                                                          | 炸薬種類                               | 材質、構造 | 信管 | 説明 |
| ---------------------- | --------------- | --- | -------------------------------------- | --- | ---- | --- |
| 十二年式十二瓩半爆弾   | 740mm /125mm    | 12.5kg (4.85kg)                                                                                           | 黄色薬                                 | - |      | 弾底信管のみ。 |
| 九二式十五瓩爆弾       | 686.65mm /100mm | 14.7kg (2.5kg)                                                                                            | 黄色薬                                 | - | -    | S8-3-29制式（1933）。 |
| 十二年式二十五瓩爆弾   | 922mm /155mm    | 25.0kg (8.935kg)                                                                                          | 黄色薬                                 | - |      | 弾底信管のみ。 |
| 九九式三十瓩爆弾       |                 | 29.6kg (11.08kg)                                                                                          | 二号淡黄薬                             | - | -    | S15-6-19制定（1940）。 飛行場の暴露飛行機を破壊するために新製されたらしい。 九四式五十瓩爆弾に比べて爆風の威力は劣るものの、破片による破壊力及び人馬殺傷能力は匹敵する。                                  |
| 十二年式五十瓩爆弾     | 1323.5mm /210mm | 53.0kg (28.79kg)                                                                                          | 黄色薬                                 | - |      | 弾底信管のみ。「地雷弾」に属す。 |
| 九四式五十瓩爆弾       | 1074mm /180mm   | 制式時 47.8kg(19.26kg) 昭和15年図面改正時 48.43kg(黄色薬20.185kg) 47.985(二号安瓦薬16.18kg+茶褐薬4.22kg)  | 黄色薬、 茶褐薬、 二号安瓦薬のいずれか | 弾頭は卵型の鍛鋼製 で、鋼管製の弾体にねじこまれる。尾部は弾体に溶接。 | -    | S9-11-21制式（1934）。 昭和15年8月（1940）に図面改正行われ、重量などが若干変更されている。 同年、一号淡黄薬を炸薬とした九四式五十瓩爆弾の爆発効力試験が実施されている。実戦で同炸薬が使用されたかは不明。 |
| 三式五十瓩爆弾         |                 | 50kg (24kg)                                                                                               | -                                      | 弾頭と弾体が溶接で一体にしてある。尾部はねじ込み式。 ねじ込み箇所が弾頭から尾部はになった以外は九四式と同形状と思われる。                                                   | -    | S18-12-30制式（1943）。 普通弾、超低空弾、落速制限弾、不侵徹弾、曳火弾のラインナップがある。 |
| 十二年式百瓩爆弾       | 1701.7mm /270mm | 113.0kg (61.75kg)                                                                                         | 黄色薬                                 | - |      | 弾底信管のみ。「地雷弾」に属す。 |
| 九四式百瓩爆弾         | 1392mm /240mm   | 制式時 109.5kg(45.5kg) 昭和15年図面改正時 112.76kg(黄色薬47.76kg) 107.815kg(二号安瓦薬39.3kg+茶褐薬4.9kg) | 黄色薬、 茶褐薬、 二号安瓦薬のいずれか | 弾頭は卵型の鍛鋼製 で、鋼管製の弾体にねじこまれる。尾部は弾体に溶接。 | -    | S9-11-21制式（1934）。 堅固ならざる目標に投ず。 昭和15年8月（1940）に図面改正行われ、重量などが若干変更されている。                                                                                       |
| 三式百瓩爆弾           |                 | 112.14kg (50.4kg)                                                                                         | -                                      | 弾頭と弾体が溶接で一体にしてある。尾部はねじ込み式。 ねじ込み箇所が弾頭から尾部はになった以外は九四式と同形状と思われる。                                                   | -    | S18-12-1制式（1943）。 普通弾、超低空弾、落速制限弾、不侵徹弾、曳火弾のラインナップがある。 |
| 三式百瓩跳飛爆弾       |                 | |                                        | 100瓩爆弾の弾翼を補強してある。 |      | S19-4審査完了（1944）。 跳飛爆撃用。 |
| 九二式二百五十瓩爆弾   | 2011mm /300mm   | 250kg (107.18kg)                                                                                          | 黄色薬、 茶褐薬、 二号安瓦薬のいずれか | 弾頭は卵型の鉄製で、鋼管製の弾体にねじこまれる。尾部は弾体に溶接。 | -    | S8-7-10制式（1933）。 交通路の要点の破壊を目的とする。 |
| 三式二百五十瓩爆弾     |                 | 233.01kg (105.6kg)                                                                                        |                                        | 弾頭と弾体が溶接で一体にしてある。尾部はねじ込み式。 ねじ込み箇所が弾頭から尾部はになった以外は九二式と同形状と思われる。                                                   |      | S18-12-1制式（1943）。 普通弾、超低空弾のラインナップがある。 |
| 三式二百五十瓩跳飛爆弾 |                 | |                                        | 250瓩爆弾の弾翼を補強してある。 |      | S19-4審査完了（1944）。 跳飛爆撃用。 |
| 九二式五百瓩爆弾       | 2611mm /380mm   | 495kg (229.5kg)                                                                                           | 黄色薬、 茶褐薬、 二号安瓦薬のいずれか | 弾頭は卵型の鉄製で、鋼管製の弾体にねじこまれる。尾部は弾体に溶接。 | -    | S8-7-11制式（1933）。 ベトン術工物の破壊を目的とする。 |
| 三式五百瓩爆弾         |                 | 500kg (210kg)                                                                                             |                                        | 弾頭と弾体が溶接で一体にしてある。尾部はねじ込み式。 ねじ込み箇所が弾頭から尾部はになった以外は九二式と同形状と思われる。                                                   |      | S18-12-1制式（1943）。 普通弾、超低空弾のラインナップがある。 |
| 九五式千瓩爆弾         | 3241mm /490mm   | 1024kg (436kg)                                                                                            | 茶褐薬、黄色薬、その他                 | 弾頭、弾体、翼の3つで構成される。弾頭は弾丸鋼第一号を使用し卵形。弾体も弾丸鋼第一号を使用し円筒形状で、弾尾に向かって徐々に細くなる。翼は軟鋼製で弾体の尾部にリベット止め。 | -    | 昭和11年（1936年）3月25日制定。秘密兵器扱い。 500kg以下の爆弾では不十分な特殊目標を根底から覆滅するために使用する。                                                                                       |
| 三式千瓩爆弾           |                 | 990kg (420kg)                                                                                             |                                        | 弾頭と弾体が溶接で一体にしてある。尾部はねじ込み式。 |      | S18-12-30制式（1943）。 最も硬い目標に使用。艦船は含まない。 |
| 四式六十瓩対艦爆弾     | 1130mm /226mm   | 64kg (30.1kg)                                                                                             | 下瀬火薬または九八式爆薬               | |      | 海軍譲渡の九九式六番通常爆弾一型の吊環を陸軍式にしたもの。 |
| 四式二百五十瓩対艦爆弾 |                 | 261kg (60.5kg)                                                                                            | 九一式爆薬                             | |      | 海軍譲渡の九九式二五番通常爆弾の吊環を陸軍式にしたもの。 |
| 四式六十瓩対潜爆弾     | 1070mm /236.4mm | 64.8kg (38kg)                                                                                             | 九八式爆薬                             | |      | 海軍譲渡の九九式六番二号爆弾の吊環を陸軍式にしたもの。 |
| 四式二百五十瓩対潜爆弾 |                 | 260kg (143.1kg)                                                                                           | 九八式爆薬                             | |      | 海軍譲渡の一式二五番二号爆弾の吊環を陸軍式にしたもの。 |
| 四式八百瓩対艦爆弾     |                 | ? (320.3kg)                                                                                               | 下瀬火薬または九八式爆薬               | |      | 海軍譲渡の八十番爆弾を改修したもの。 |

### その他爆弾
| 制式名称                   | 重量       | 説明 |
| -------------------------- | ---------- | --- |
| 九三式一瓩投下焼夷弾       |            | 昭和9年（1934年）7月18日制式。 |
| 九七式一瓩投下焼夷弾       |            | |
| 九七式十二瓩投下焼夷弾     |            | 昭和14年（1939年）3月4日制式。点火剤4.5g。 |
| 一〇〇式五十瓩投下焼夷弾   | 45～37kg？ | 昭和15年（1940年）9月30日制式。 黄燐その他いろいろ混合。ゴム片入りともいう。                                                                        |
| 九二式五十瓩投下きい弾甲   |            | 制定は昭和9年以降。 きい一号（イペリット）ときい二号（ルイサイト）を50：50で混ぜていると思われる。                                                  |
| 九七式十五瓩投下あか弾     |            | ジフェニル青化砒素を赤一号という。クシャミ・ガス。                                                                                                  |
| 九七式五十瓩投下あおしろ弾 |            | あおはホスゲンで甲剤ともいう。しろは三塩化砒素で発煙剤。これを90：10で混ぜたもの。                                                                  |
| ト二弾                     |            | トは「特殊爆弾」の意味。二は漢数字。 「ト二」器（50kg）の中に1.8kgの「ト二」弾×10発を収容、落下傘を有して在空敵機を攻撃する。昭和14年度にはあった。 |
| ト三弾                     |            | トは「特殊爆弾」。 「ト三」器（50kg）の中に0.54kgの「ト三」弾×30発を収容、在空敵機を攻撃する。昭和14年度にはあった。                                |
| 五十瓩タ弾                 | 60kg       | タはカタカナのタ。 小型弾76発を収束、在空敵機の攻撃に実用化。                                                                                       |
| 二式三十瓩タ弾             | 30kg       | 小型弾30発を収束、在空敵機の攻撃に実用化。 |